# 立川警察署
立川警察署（たちかわけいさつしょ）は、警視庁が管轄する警察署の一つである。第八方面本部所属。同署の目と鼻の先には第八方面本部や通信指令本部多摩指令センターなどが所在する多摩総合庁舎、第四機動隊庁舎や航空隊立川飛行センターなど、警視庁の機能や施設が集中している。
内閣府災害対策本部予備施設を中心とした、立川広域防災基地を構成する機関の１つである。
署員数は約500名。大規模警察署であり、署長は警視正。識別章所属表示はUC。車両の対空表示は「立」。

## 管轄区域
- 立川市（上砂町六丁目・七丁目（残堀川）を除く。）
- 国立市

## 所在地
- 東京都立川市緑町3233番地の2

## 沿革
- 1942年（昭和17年）12月1日 - 府中警察署から分離して、現在の立川市柴崎町3丁目18番8号に設置。
- 1946年（昭和21年）4月14日 - 米兵憲兵のストーブ不始末により、庁舎を全焼。
- 1947年（昭和22年）6月4日 - 同地に庁舎が落成。
- 1948年（昭和23年）3月7日 - （旧）警察法の施行により、国家地方警察立川地区警察署・立川市警察署・昭和町警察署・谷保村警察署の4署に分離。
- 1949年（昭和24年）10月15日 - 国警立川地区警察署の庁舎が落成。
- 1954年（昭和29年）7月1日 - （新）警察法施行により、立川地区警察署・立川市警察署・谷保村警察署が統合し、警視庁立川警察署となる。
- 1965年（昭和40年）4月1日 - 旧庁舎が落成。
- 1978年（昭和53年）
  - 1月21日 - 無人の富士見町派出所が泥酔者の襲撃を受ける。放火寸前で逮捕[1]。
  - 12月1日 - 東大和警察署の新設に伴い、東大和市と武蔵村山市を管轄から分離。
- 1995年（平成7年）2月13日 - 現庁舎が落成、移転。
- 2004年（平成16年）2月27日 - 立川反戦ビラ配布事件。

## 組織
- 警務課
- 会計課
- 交通課
- 警備課
- 地域課
- 刑事組織犯罪対策課
- 生活安全課

## 交番

### 立川市
- 羽衣町交番（立川市羽衣町2丁目51番1号）
- 立日橋交番（立川市柴崎町6丁目19番23号）
- 錦町交番（立川市錦町1丁目10番27号）
- 富士見町交番（立川市富士見町6丁目19番1号）
- 富士塚交番（立川市富士見町1丁目23番6号）
- 立川駅南口交番（立川市柴崎町3丁目7番2号）
- 立川駅北口交番（立川市曙町2丁目1番1号）
- 高松町交番（立川市高松町2丁目5番17号）
- 天王橋交番（立川市一番町4丁目6番地の4）
- 砂川四番交番（立川市砂川町1丁目52番地の16）
- 砂川八番交番（立川市 幸町2丁目39番地の5）

### 国立市
- 国立駅前交番（国立市北1丁目1番地の61）
- 富士見台交番（国立市富士見台1丁目7番地）
- 谷保交番（国立市谷保7092番地）

## 駐在所

### 立川市
- 曙町駐在所（立川市曙町3丁目29番1号）
- 一番町六丁目駐在所（立川市一番町6丁目17番地の70）
- 若葉町駐在所（立川市若葉町1丁目13番地の3）

### 国立市
- 東区駐在所（国立市東3丁目10番地の7）

## 地域安全センター
- 中区地域安全センター（国立市中3丁目2番地の13）2007年4月1日に中区交番から転換。

## 巡査長による女性射殺事件
2007年8月21日、地域課巡査長が国分寺市在住の32歳知人女性宅に勤務中に訪れ、配備された拳銃を3発発砲し射殺した後に同じ拳銃で自殺する、殺人事件が発生した。
この事件では、2006年11月に巡査長がプライベートで飲食店に訪れた際に女性に一目ぼれし、一方的に好意を寄せ職務中に無断に女性宅に訪れるなどといったストーカー行為をし、事件前には巡査長が無断に女性宅に侵入するといった事件も発生している。また、職務中に私用の携帯電話を使ってメールを送っていたことも明らかとなった。ちなみに、事件後に警察庁では基本的に職務中に私用の携帯電話を利用することを禁じた（“Pフォン”E05SHはこの直後、2009年から配備された）。
事件後、巡査長は規則で退職金として1,200万円支払われることになっており、苦情の電話があった他、石原慎太郎東京都知事から非難された。退職金は結局、受取人である遺族が受取辞退を申し出たために支払われなかった。また、立川警察署員らが女性の遺族に100万円の見舞金を送った。
事件を受け、同年9月20日の国家公安委員会は矢代隆義警視総監を戒告、立川警察署長を3ヶ月間減給10分の1に、警視庁は立川警察署幹部8人に懲戒処分を下した。また、同日に自殺した巡査長は被疑者死亡のまま殺人容疑で書類送検された。立川警察署長は事件処分を受け、9月21日に引責辞任した。